# Arnold Ising jr.

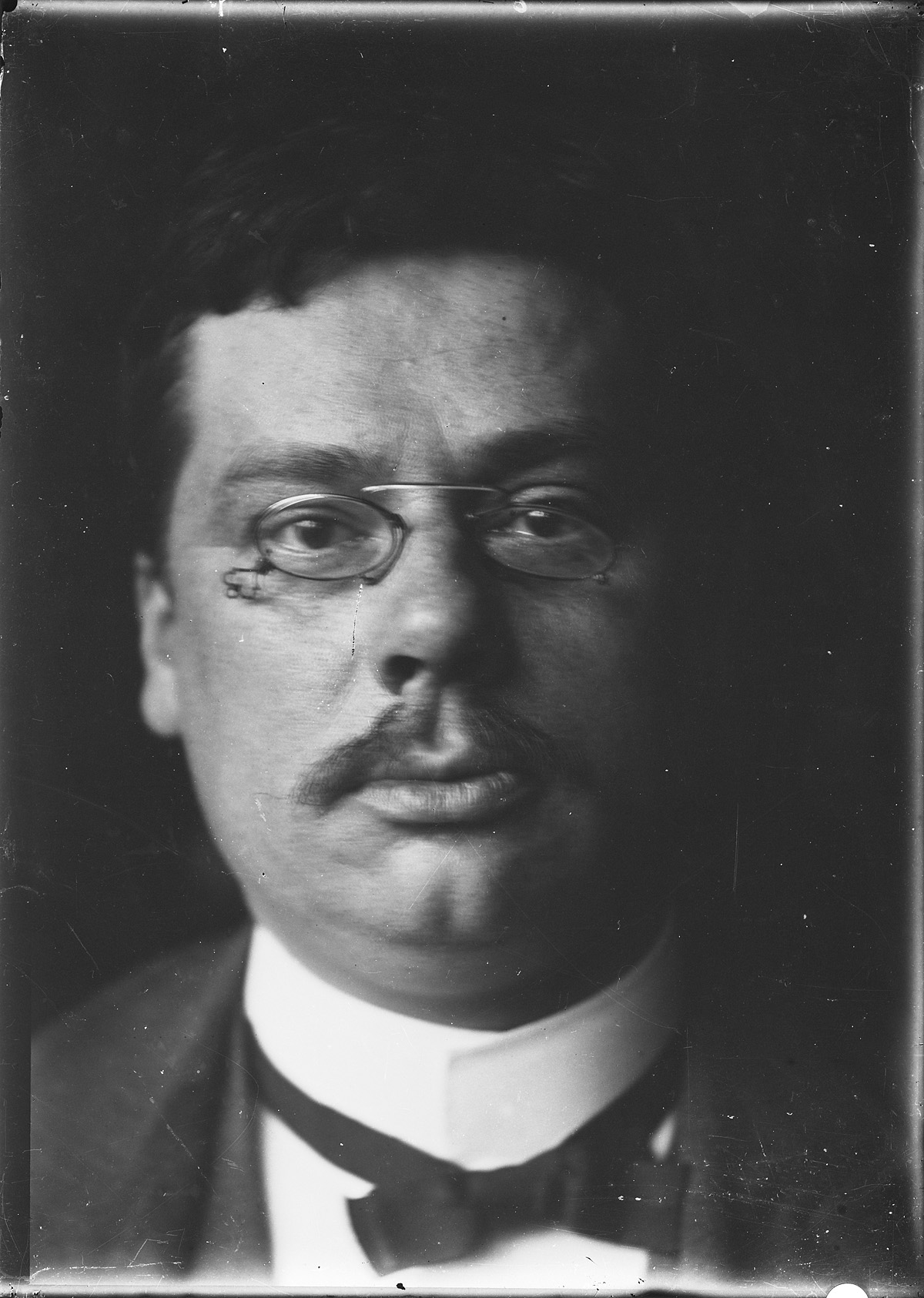
Arnold Ising jr., door Willem Witsen, ca. 1902.

Arnold Paul Constant Ising, zich noemende Arnold ("Nol") Ising jr. (Den Haag, 2 juli 1857 - Partenkirchen, 24 juni 1904), was een Nederlands toneelspeler. Hij bewoog zich in de kringen der Tachtigers.

## Leven en werk
Ising jr. was de zoon van schrijver-literatuurcriticus Arnold Leopold Hendrik Ising. Hij bezocht het gymnasium, maar voelde zich vooral aangetrokken tot het toneel. In 1876 sloot hij zich aan bij de net opgerichte Koninklijke Vereeniging Het Nederlandsch Tooneel, waarvoor hij zijn hele leven zou blijven spelen. Ook vertaalde hij voor de Vereeniging diverse werken naar het Nederlands. Zijn levenspartner was Mina Otten (1862-1923), die enkele malen zou poseren voor kunstschilder George Hendrik Breitner.
Ising jr. verkeerde veel in de kringen der Tachtigers. Hij voerde een uitgebreide correspondentie met schrijver Lodewijk van Deyssel en schilder-fotograaf Willem Witsen. Zijn naam komt veelvuldig voor in memoires van een aantal aan de Tachtigers gelieerde personen (Frans Erens, Willem Kloos, Van Deyssel zelf), alsook in overzichtswerken over deze beweging (onder andere van de hand van Enno Endt, Harry G.M. Prick). Ising stond bij zijn vrienden bekend als een empathische, zachtmoedige persoon. Van Deyssel schreef in zijn wilsbeschikking: "Van mijn vrienden heb ik alleen gehouden van Mr. Frans Erens, advokaat te Amsterdam, van A. Ising jr., tooneelspeler te idem, de eenigen, die mij nooit hebben gekwetst".
In 1904 overleed Ising jr. op bijna 47-jarige leeftijd aan hartfalen tijdens een wandeling op vakantie in de Beierse Alpen. Hij werd begraven in Den Haag.

## Noot
1. ↑  Cf. tekst over Van Deyssels briefwisseling met Ising op DBNL. Gearchiveerd op 24 november 2020.

- Biografisch Portaal: 40304465
- Digitale Bibliotheek voor de Nederlandse Letteren: isin002
- Nationale Bibliotheek van Tsjechië: js2017963694
- Virtual International Authority File: 306160346